# Томичевич, Марко
Ма́рко Томи́чевич (серб. Марко Томићевић / Marko Tomićević; 19 апреля 1990, Бечей) — сербский гребец-байдарочник, выступает за сборную Сербии начиная с 2009 года. Серебряный призёр летних Олимпийских игр в Рио-де-Жанейро, чемпион мира и Европы, многократный призёр чемпионатов мира и Европы, обладатель серебряной медали Средиземноморских игр в Пескаре, многократный победитель и призёр регат национального значения. Спортсмен 2013 года города Бечей.

## Биография
Марко Томичевич родился 19 апреля 1990 года в городе Бечей края Воеводина, Югославия в семье Мирко и Станимирки Томичевичей. Начал заниматься греблей на байдарках в 2003 году на реке Тиса. Выступает за клубы «Бечей» (серб. KK Bečej, Košarkaški klub Bečej) и «Вал» (серб. KK Val, Kajakaški Klub Val) из города Сремска-Митровица.
Впервые заявил о себе в 2008 году, завоевав две золотые медали на чемпионате Европы среди юниоров в Сегеде — в одиночках на дистанциях 500 и 1000 метров. Первого серьёзного успеха на взрослом международном уровне добился в сезоне 2009 года, когда попал в основной состав сербской национальной сборной и побывал на Средиземноморских играх в итальянской Пескаре, откуда привёз награду серебряного достоинства, выигранную в зачёте одиночных байдарок на километровой дистанции. Также в этом сезоне стал бронзовым призёром молодёжного европейского первенства в польской Познани в программе одиночек на тысяче метрах. В 2010 году добавил в послужной список бронзовую награду, полученную в одиночках на пятистах метрах на молодёжном чемпионате Европы в Москве. 
Благодаря череде удачных выступлений Томичевич удостоился права защищать честь страны на летних Олимпийских играх 2012 года в Лондоне. Стартовал здесь в километровой дисциплине одиночных байдарок — со второго места квалифицировался на предварительном этапе, но на стадии полуфиналов финишировал лишь седьмым и попал в утешительный финал «Б», где впоследствии занял второе место и расположился в итоговом протоколе соревнований на десятой строке.
После лондонской Олимпиады Марко Томичевич остался в основном составе гребной команды Сербии и продолжил принимать участие в крупнейших международных регатах. Так, в 2014 году он выступил на чемпионате мира в Москве и вместе с напарником Владимиром Торубаровым выиграл бронзовую медаль в двойках на тысяче метрах. Год спустя на аналогичных соревнованиях в Милане повторил это достижение в паре с новым партнёром Миленко Зоричем, также стартовал в одиночках на 5000 метров, но не смог финишировать. Кроме того, в этом сезоне представлял страну на первых Европейских играх в Баку, однако попасть здесь в число призёров не сумел. Ещё через год отметился бронзовой наградой, полученной в двойках на тысяче метрах на европейском первенстве в Москве.
Будучи одним из лидеров сербской национальной сборной, Томичевич благополучно прошёл отбор на Олимпийские игры 2016 года в Рио-де-Жанейро. В зачёте байдарок-двоек на дистанции 1000 метров в паре с Зоричем сумел пробиться в финал и занял в решающем заезде второе место, завоевав тем самым серебряную олимпийскую медаль — на финише его опередил только немецкий экипаж Макса Рендшмидта и Маркуса Гроса. Также стартовал на Играх в четвёрках на тысяче метрах совместно с Зоричем, Торубаровым и Деяном Паичем — тоже дошёл до финала, но в итоге занял в финальном заезде последнее восьмое место.
На чемпионате Европы 2021 года в Познани занял лишь седьмое место в двойках на дистанции 1000 метров. 